# 639 TCN
639 TCN là một năm trong lịch La Mã.